# Weltfrieden

Weltfriedensglocke im Volkspark Friedrichshain

Der Weltfrieden bezeichnet den Idealzustand der Harmonie und des Friedens zwischen den Staaten und den Völkern unserer Welt. Er beinhaltet dauerhafte Freiheit, Gerechtigkeit und Glück für alle Menschen und Völker. Diese gelten oft als höchste Ziele aller Politik und Wissenschaft. Er wird von der internationalen Friedensbewegung, von Einzelpersonen, Nichtregierungsorganisationen, Gruppen und Parteien auf vielfältige Weise angestrebt. Andere sehen darin eine unerreichbare Utopie.

## Friedensvisionen in Religionen

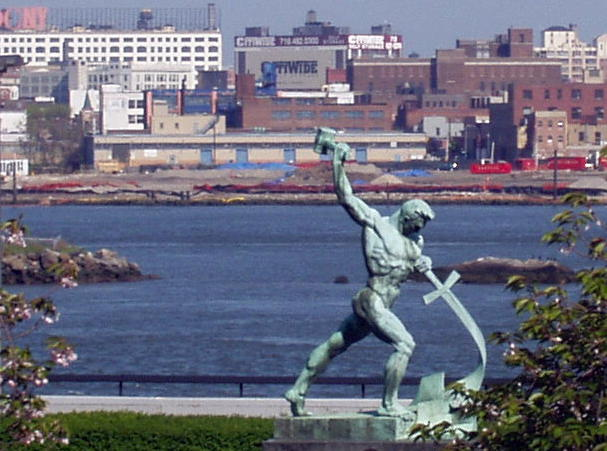
Schwerter zu Pflugscharen, eine Skulptur von Jewgeni Wutschetitsch der ’United Nations Art Collection’, New York

In verschiedenen Religionen gibt es Visionen über Frieden, oft auch über einen endgültigen Frieden, der die gesamte Menschheit einschließt. Manche Religionen verknüpfen den endgültigen Frieden mit endzeitlichen Vorstellungen, wie das Kommen des Messias im Judentum, die Wiederkehr Christi im Christentum und das Erscheinen des Mahdi im Islam. Nach den Schriften des Bahaitums steht die Menschheit in der Verantwortung, selbst zum Weltfrieden beizutragen.
Mit seinem Buch „Einheit in der Vielfalt“ zeigt P.O. Ghai, dass viele Religionen vergleichbare Werte vertreten, das gilt auch für das Thema Frieden:

„Selig, die Frieden stiften; denn sie werden Gottes Kinder genannt werden.“

„Alle Menschen sollten einander lieben und als Brüder und Schwestern miteinander leben, von den unzerstörbaren Banden der Menschlichkeit zusammengehalten.“

„Gott wird die Menschen zum Frieden führen. Wenn sie auf Ihn hören, so wird Er sie aus der Dunkelheit des Krieges zum Licht des Friedens führen.“

„Wahres Glück kommt zu denen, die in Frieden mit ihren Mitmenschen leben. Das Ziel aller sollte sein, Frieden zu erlernen und mit allen Menschen in Frieden zu leben.“

„Trachte mit allen deinen Nachbarn in Harmonie zu leben und in Frieden mit deinem Bruder. Frieden und Liebe sollten herrschen auf der ganzen Welt. Der Höchste Gott will den Frieden Seiner Geschöpfe.“

„Willst du Glück und Sicherheit, so trachte nach Frieden. Der friedvolle Geist gründet sich auf Weisheit. Gott ist ein Gott des Friedens und Er wünscht den Frieden für alle Menschen.“

„Der Weise schätzt Frieden und Ruhe über alles. Der gute Herrscher sinnt auf Frieden und nicht auf Krieg, er regiert durch Überzeugungskunst, nicht durch Stärke.“

„Die Erleuchteten machen den Frieden zum Grundstein ihres Lebens. Alle Menschen sollen mit ihren Mitmenschen in Frieden leben. So ist Gottes Wille.“

„Der wahre Name ist meine Stütze, meine Speise und mein Trank. Durch Ihn wird jedweder Hunger gestillt. Er hat meinen Geist durchtränkt und so alles Verlangen erfüllt und gegeben Frieden und Glück.“

„Die Erde wird frei sein von Mühsal und die Menschen werden in Frieden leben, unter dem Schutze Gottes.“

„Da werden sie ihre Schwerter zu Pflugscharen und ihre Spieße zu Sicheln machen. Denn es wird kein Volk wider das andere ein Schwert aufheben, und werden hinfort nicht mehr kriegen lernen.“

„Die ganze Welt muss als ein einziges Land betrachtet werden, alle Völker als ein Volk und alle Menschen als Angehörige einer Rasse. Religionen, Rassen und Nationen sind alle nur Trennungen, die der Mensch gemacht hat, und nur in seinem Denken nötig. Für Ihn gibt es nur eine Schöpfung. Wir müssen Gott gehorchen und danach streben, Ihm zu folgen, indem wir alle unsere Vorurteile hinwegtun und der Erde Frieden bringen.“

Die Vorstellung eines Weltfriedens war dann über Jahrhunderte hinweg auch in der Antike verknüpft mit der Ankunft einer Welterlösung oder eines Herrschers, der alle Feinde vernichten und alle freundschaftlich gesinnten Völker in Frieden vereinen sollte. Viele bekannte Mythologien und religiöse Kulte beinhalteten diese Elemente (z. B. Mithras-, Kaiserkult). Auch in den späteren Religionen lebte der Wunsch nach einem meist göttlichen Erlöser und Friedensbringer weiter, in der Folge auch im Christentum als Christus und Heiland. So verkündet das Neue Testament bei der Geburt Jesu Christi Frieden auf Erden.
Im Jahr 1824 schuf Ludwig van Beethoven seine Neunte Sinfonie, in der er Friedrich Schillers Gedicht Ode an die Freude verarbeitete. Sie ist, gerade angesichts von Zeiten politischer Reaktion und Fürstenherrschaft, ein Gesang von der Hoffnung auf einen einstigen Weltfrieden: „Alle Menschen werden Brüder“.

## Gemeinsame Ethik und Religionsfriede als Bedingung für Weltfrieden
In neuerer Zeit ist eine der bekanntesten religiös motivierten Initiativen für einen dauerhaften Frieden das Projekt Weltethos des Theologen Hans Küng. Darin wird deutlich gemacht, dass Frieden auf der Welt nur möglich ist durch Frieden, Toleranz  und Respekt zwischen den Religionen und durch ethisches Handeln.

## Das Dekret über den Frieden 1917
Das Dekret über den Frieden wurde von Lenin ausgearbeitet und am 8. November (26. Oktober gregorianischen Kalenders) 1917 in seiner Rede über den Frieden vor dem  II. Gesamtrussischen Kongress der Sowjets der Arbeiter- und Soldatendeputierten begründet. Dieser Kongress beschloss am gleichen Tag dieses erste und zugleich außenpolitische Gesetz der sowjetischen Exekutive. Über den Vorschlag an alle kriegführenden Länder hinaus, den Weltkrieg zu beenden und Verhandlungen über einen gerechten, demokratischen Frieden aufzunehmen, enthielt es programmatischen Charakter mit seiner Forderung nach Beziehungen friedlicher Koexistenz zwischen den Völkern. Dieses Vorhaben beeindruckte auch bürgerliche Dichter wie zum Beispiel Hermann Hesse zutiefst. Er schrieb, dass „alle Welt diesen Russen so von Herzen gut und dankbar dafür ist, dass sie als erste unter den Völkern den Krieg an der Wurzel gepackt haben“.

## UN-Charta
Seit 1945 verankerte die Charta der Vereinten Nationen den Erhalt bzw. die Schaffung des Weltfriedens als das Ziel aller Politik, auf das die Mitglieder der Vereinten Nationen (United Nations Organization, UNO) sich verpflichtet haben. Historisch gesehen gab es kaum jemals eine Zeit ohne Kriege, so dass es fraglich erscheint, ob und mit welchen Mitteln weltweit ein dauerhafter Friede geschaffen werden kann.
Als wesentliche Voraussetzungen für Weltfrieden gelten:
- die universale Anerkennung und der wirksame Schutz der Menschenrechte
- die Anerkennung gemeinsamer Grundregeln des außen- und innenpolitischen Handelns, z. B. das Verbot jedes Angriffskrieges und das Führen eines Verteidigungskrieges nur nach Prüfung und Erlaubnis des Weltsicherheitsrates
- die durch Diplomatie, Weltorganisationen und/oder Staatenbünde moderierte Zusammenarbeit zwischen verschiedenen Staaten bei weitestgehendem Gewaltverzicht
- die Gewährleistung eines Existenzminimums für alle Menschen und annähernd gleicher Lebenschancen überall auf der Erde
- der Aufbau einer mit den begrenzten Ressourcen der Erde in Einklang gebrachten Energiewirtschaft

Der heute von den meisten Staaten anerkannte Rahmen zum Erreichen dieser Ziele ist die Zusammenarbeit in der UNO. Solange diese jedoch keine eigene Exekutivgewalt besitzt, kann sie ihre Aufgabe nur mit Resolutionen verfolgen und ist auf Durchsetzung durch einzelne Mitgliedsstaaten angewiesen.

## Ideologische Hindernisse
Es gab vor allem in Zeiten des Kalten Krieges, aber auch in den heutigen Tagen des weltweiten Terrorismus immer wieder Versuche, Staaten in „friedliche“ und „schurkenhafte“ aufzuteilen. Vor allem gibt es eine Hypothese, nach der demokratische Staaten untereinander keinen Krieg führen. Auch diese These wurde und wird zur Rechtfertigung von Aufrüstung und Interventionskriegen verwendet.
Nach Meinung einiger Friedensforscher würde der Weltfrieden das Konzept von einzelnen Nationen überflüssig machen. Manche Historiker sehen einen Langzeittrend, der das Ende des Kampfes zwischen Nationalstaaten und eine Tendenz zur Vereinigung anzeigt. Als Beispiel wird u. a. die Entwicklung Europas zur Europäischen Union im 20. Jahrhundert genannt. Als Gegenbeispiel gelten die ethnischen Kriege im Zerfallsprozess des Vielvölkerstaates Jugoslawien seit 1990. Ob dieser Langzeittrend zur Vereinigung womöglich so nicht mehr stimmt, zeigen einzelne nationale Bestrebungen, politische Bündnisse zu verlassen (wie z. B. der „Brexit“) sowie Pläne einzelner Parteien, sich gegenüber anderen Nationen abzugrenzen und wieder „souveräner“ zu agieren (ohne durch die Mitgliedschaft in Bündnissen wie der EU gebunden zu sein; wie z. B. von rechtsextremen Parteien verschiedener demokratischer Länder angestrebt).
Auch in anderen Bereichen der Welt sind beide Tendenzen zu beobachten: sowohl Zusammenschlüsse politischer Art, wobei oft wirtschaftliche Ziele eine große Rolle spielen, als auch Abspaltungen und Teilungen zur Wahrung politischer, ethnischer und wirtschaftlicher Interessen durch einzelne Gruppen (beispielhaft zu sehen am „Rechtsruck“ im politischen Europa).